# Henribautia beameri
Henribautia beameri är en insektsart som beskrevs av Erhard Christian 1953. Henribautia beameri ingår i släktet Henribautia och familjen dvärgstritar.
Artens utbredningsområde är Arizona. Inga underarter finns listade i Catalogue of Life.